# Peshat
Le peshat (hébreu : פשט pshat, « [ustensile] plat ») est l'une des quatre méthodes classiques d'exégèse juive de la Bible, avec le remez (« allusion »), le drash (« recherche » ou sens indirect) et le sod (« secret » ou sens ésotérique).
Développant le texte dans son sens obvie (« évident »), il existe vraisemblablement dès la réception de la Bible mais se voit relégué derrière le drash (« recherche » ou sens indirect) jusqu’au haut Moyen Âge. Il est alors remis à l’honneur en Orient par Saadia Gaon qui lutte contre les interprétations littéralistes de la secte juive dissidente des karaïtes, et en Occident par le rabbin champenois Rachi, considéré comme son plus important pionnier.
C’est autour de ces deux exemples que se développe, en Espagne et en Provence d’une part, une école fondée sur la philologie hébraïque dont les plus illustres représentants sont Abraham ibn Ezra et David Kimhi, et d’autre part une littérature autour du commentaire de Rachi.

## Définition
Parmi les quatre méthodes exégétiques , Remez (allégorique), Drash (homélitique), Sod (mystique) et Peshat (littérale), cette dernière est considérée comme la méthode privilégiée pour comprendre le texte biblique.
C'est le rabbin et exégète champenois Rachi de Troyes -  considéré comme le maître de l'exégèse médiévale - qui, au XIe siècle, poursuivant les travaux philologiques de rabbins espagnols comme le lexicographe et grammairien Menahem ben Sarouk (910-970), approfondit et développe la méthode. Rachi explique à plusieurs reprises qu'« [il] cherche à asseoir le sens premier du texte » ou « établir le sens plein du texte » (pshouto shél miqrah).
S'il est courant de voir le Peshat comme une méthode simple, voire simpliste, rien n'est plus faux dans les faits. Ainsi, si le plus grand commentaire de la Bible hébraïque, celui de Rachi, qui puise à la fois dans les littératures talmudiques et midrashiques, est essentiellement à base de peshat, celui-ci s'attache avant tout à restituer - plus qu'une stricte littéralité - la cohérence des récits qu'il étudie. Il n'est d'ailleurs pas rare que Rachi considère un midrash comme le peshat du passage qu'il analyse.
En fait, la meilleure définition du peshat serait d'y voir une démarche de simplification du texte biblique afin d'en donner le sens le plus clair et le plus direct, fût-ce au prix d'analyses herméneutiques fines et poussées.
La lecture d'une traduction du texte biblique donne l'impression d'une fluidité du texte et d'une lisibilité certaine. Ce n'est pas le cas, avec le texte original. Le texte hébraïque regorge d'aspérités, de difficultés, de mots rares, pour ne pas dire introuvables ailleurs. Certains versets posent des problèmes grammaticaux, syntaxiques et lexicaux. Comprendre le texte biblique passe nécessairement par la résolution de ces difficultés et incohérences. C'est la fonction du peshat.

## Méthode
Le peshat utilise très souvent l'analyse grammaticale et le rapprochement entre versets qui utilisent le même mot, ou la même racine hébraïque pour déduire le sens.
Le point de départ du peshat reste l'aspérité du texte biblique, l'incohérence apparente qu'il faut résoudre. Il est en effet un postulat de la pensée juive et rabbinique, que rien, dans le texte biblique n'est absurde, ou incohérent. Le peshat n'est pas une paraphrase du texte biblique ou une illustration, une reformulation. Elle est une résolution, simplification d'une complexité surgie du texte biblique, qui en gêne la bonne compréhension. L'incohérence du texte ne peut être qu'apparente et n'est en définitive, dans la tradition rabbinique, que la marque d'un sens à trouver, la voie d'accès à une vérité profonde de la parole divine.
La Bible est, dans la tradition rabbinique, l'expression par excellence de la parole divine, il ne pourrait y avoir d'autre source qu'elle même pour la comprendre. D'où ce style si particulier qui veut donner une cohérence globale au texte et procède par rapprochement, mise en parallèle de versets de différents livres pour expliquer.
À cet égard, la méthode du peshat se rapproche des méthodes de critique littéraire intertextuelles. L'explication ne se fait pas au moyen d'un appareil conceptuel auquel le texte renvoie. Le peshat considère que tout est dans le texte biblique et que l'explication du texte ne peut venir que du texte lui-même : sa grammaire, les termes qu'il emploie aussi bien que ses redondances ou incohérences. Pour le peshat le texte biblique n'exprime pas mais est la parole, le concept et la vérité ultime, sans qu'il soit nécessaire pour le comprendre de remonter à un au-delà des idées, et y voir l'expression toujours imparfaite d'un autre niveau plus vrai.